# Giovanni Tamburelli (ingegnere)
Giovanni Tamburelli (Novara, 23 giugno 1923 – Torino, 22 gennaio 1990) è stato un ingegnere italiano.
Professore di Comunicazioni Elettriche nel Dipartimento di Informatica dell'Università di Torino, è ricordato per i suoi studi sulla Sindone.

## Biografia
Tamburelli si è laureato al Politecnico di Torino in Ingegneria Elettronica nel 1949 e si è specializzato all'Istituto Galileo Ferraris negli anni immediatamente successivi.
Nel 1978 ha realizzato, di propria iniziativa, presso i laboratori CSELT alcune immagini tridimensionali della Sindone di Torino, di maggiore nitidezza delle prime immagini tridimensionali della Sindone in assoluto, realizzate appena pochi mesi prima dai tecnici John Jackson ed Eric Jumper dell'United States Air Force Academy tramite un sofisticato elaboratore di immagini della NASA, il VP8: questi ultimi agivano nel contesto di studi Shroud of Turin Research Project. Responsabile del progetto del gruppo dello CSELT fu l'ingegner Giovanni Garibotto, che utilizzò un elaboratore in dotazione del centro. Lo scopo primario della ricerca fu di ottenere l’immagine del volto naturale dell’Uomo della Sindone, ma fu anche un'occasione per lo studio delle tecniche di processamento delle immagini tridimensionali con l'aiuto del calcolatore.
Un secondo risultato di Tamburelli fu dunque nell'elaborazione di tali immagini per ottenere la rimozione visuale del "sangue" presente su tutta la figura dell'Uomo della Sindone. Tali immagini ebbero diffusione su giornali e riviste in tutto il mondo. 
Questi studi ebbero l'importanza di confermare la particolare struttura nativamente "tridimensionale" dell'immagine della Sindone, fenomeno che non si verificava in altri soggetti fotografici. La scoperta di questo fenomeno, annunciata de Jumper e Jackson, fu confermata proprio dagli studi indipendenti di Tamburelli, che utilizzò tecniche differenti dai primi: tale scoperta escluse che la Sindone fosse un dipinto e pose le basi per l'ipotesi della generazione di tale immagine per un originale fenomeno di irradiazione, che fu confermato anche successivamente ed ulteriormente approfondito. 
La ricerca di Tamburelli si svolse indipendentemente dal contesto di studi Shroud of Turin Research Project. 
Tamburelli si spense a Torino nel 1990: le sue ricerche furono proseguite dal prof. Nello Balossino dell'Università di Torino. 

## Riconoscimenti
- Torinese dell'anno - 1979, per i contributi scientifici sulla Sindone.

## Contributi
- (EN) Giovanni Tamburelli, Some Results in the Processing of the Holy Shroud of Turin, in IEEE Transactions on Pattern Analysis and Machine Intelligence, PAMI-3, n. 6, 1981-11,  pp. 670-676, DOI:10.1109/TPAMI.1981.4767168. URL consultato il 13 giugno 2023.
- Giovanni Tamburelli, Reading the Shroud, called the Fifth Gospel, with the aid of the computer. Shroud Spectrum International 2 (1982): 3-12.
- Giovanni Tamburelli, Studio della Sindone mediante calcolatore elettronico (PDF), in «L’Elettrotecnica», LXX, n. 12, Dicembre 1983 (archiviato dall'url originale il 15 gennaio 2018).
- Giovanni Tamburelli, La Sindone dopo l'elaborazione tridimensionale, in L'Osservatore Romano, 11 luglio 1979.